# Miodrag Andjelkovic
Miodrag Anđelković (Kosovska Mitrovica, Iugoslàvia, 7 d'agost de 1977) és un exfutbolista serbi, que jugava com a migcampista, i que posteriorment ha fet d'entrenador de futbol.
En la seua carrera, ha militat en nombroses lligues, com la iugoslava, l'espanyola, la brasilera, la romanesa, la japonesa, la polonesa o la turca, entre d'altres. Ha jugat en equips com l'OFK Belgrad, el RCD Espanyol o el Fluminense.